# تونو گارسیا
تونو گارسیا (انگلیسی: Toño García؛ زادهٔ ۷ نوامبر ۱۹۸۹) بازیکن فوتبال اهل اسپانیا است که در پست دفاع چپ بازی ‌می‌کند.